# Pancrustacea
Pancrustacea là một nhánh bao gồm tất cả côn trùng sáu chân.